# Krasnopawliwka
Krasnopawliwka (ukrainisch Краснопавлівка; russisch Краснопавловка Krasnopawlowka) ist eine Siedlung städtischen Typs in der ukrainischen Oblast Charkiw mit etwa 7200 Einwohnern (2014).
Die Ortschaft wurde 1868 gegründet und besitzt seit 1972 den Status einer Siedlung städtischen Typs.

## Geographie
Krasnopawliwka liegt im Rajon Losowa 120 km südlich von Charkiw und 31 km nördlich vom Rajonzentrum Losowa an der Kreuzung der Regionalstraße P–51 und P–79. Die Siedlung besitzt einen Bahnhof an der Bahnstrecke Sewastopol–Charkiw.
Am 12. Juni 2020 wurde die Siedlung zum Zentrum der neugegründeten Stadtgemeinde Losowa, bis dahin bildete sie zusammen mit den Brajiliwka (Браїлівка) und Myroniwka (Миронівка) die gleichnamige Siedlungsgemeinde Krasnopawliwka (Краснопавлівська селищна рада/Krasnopawliwska selyschtschna rada) im Norden des Rajons Losowa.

## Söhne und Töchter der Ortschaft
- Wiktor Sadownitschi (* 1939), russischer Mathematiker und Universitätsrektor
- Maksym Schytschykow (* 1992), Fußballspieler[3]